# Thomas Meram
Thomas Meram (ur. 6 sierpnia 1943 w Tall Kajf) – iracki duchowny chaldejski, posługujący w Iranie. Od 1984 arcybiskup Urmii i zarazem biskup diecezjalny Salmas.

## Życiorys
Święcenia prezbiteratu przyjął 11 czerwca 1967. 30 listopada 1983 został mianowany ordynariuszem dwóch połączonych ze sobą unią personalną administratur kościelnych w północno-zachodnim Iranie: archidiecezji Urmii i diecezji Salmas. Sakry udzielił mu 11 marca 1984 chaldejski arcybiskup Teheranu Youhannan Semaan Issayi, któremu towarzyszyli arcybiskup Ahwazu Hanna Zora oraz pronuncjusz apostolski w Iranie abp Giovanni De Andrea.